# Слободан Бићанин
Слободан Бићанин (8. маја 1950) српски је глумац.
Познат је по надимцима Бићко и Рузмарин.
Каријеру је почео на радију, а крајем осамдесетих је почео да се бави глумом. Глумио је у Индексовом радио позоришту, а касније у Индексовцима.
Водио је и једно време популарну Шодер листу.
Учествовао је у ВИП Великом Брату
(2008. године).

## Улоге
| Год.     | Назив                                                       | Улога              |
| -------- | ----------------------------------------------------------- | ------------------ |
| 1980.-те |                                                             |                    |
| 1986.    | Мајстор и Шампита                                           | Глумац IV          |
| 1990.-те |                                                             |                    |
| 1991.    | Индексово позориште: Не остављајте ме самог док химна свира |                    |
| 2000.-те |                                                             |                    |
| 2002.    | Прекидамо програм (ТВ)                                      | Водитељ ТВ емисије |